# 1001 нощ (арабски сериал)
„1001 нощ“ (ориг. заглавие: "Цената", на арабски: Al Thaman, الثمن) е ливански телевизионен драматичен сериал, излъчен от 8 януари 2023 г. до 20 юни 2023 г. по телевизия MBC 1. Продуциран от O3 Medya, това е официалният арабски римейк на турския сериал „1001 нощ" от 2006-2009 г. В главните роли са Басел Хайят, Разане Джамал, Николас Муавад и Сара Аби Канаан . 

## Сюжет
Животът на талантливата архитектка Сара (Разане Джамал) е белязан от непреодолимата загуба на съпруга ѝ, който загива млад в автомобилна катастрофа. След смъртта му тя отглежда сама невръстния им син Ибрахим, който е диагностициран с левкемия и се нуждае от спешно скъпоструващо лечение със стволови клетки, за което са необходими 250 хиляди долара. Сара прави всичко възможно, за да осигури непосилната за нея сума, но усилията ѝ не се увенчават с успех – банката не ѝ отпуска заем, а бащата на починалия ѝ съпруг отказва да поеме разходите по лечението, тъй като я обвинява за смъртта на сина си.Единствената надежда за Сара се оказва новият ѝ работодател – Зейн (Басел Хаят) – суров, влиятелен и емоционално дистанциран мъж, който е загубил вяра в жените. Тя се обръща към него с молба да ѝ заеме сумата, без да му разкрива, че парите са нужни за лечението на сина ѝ. Провокиран от предубежденията си към нежния пол, Зейн отправя дръзко предложение, което може да спаси живота на Ибрахим, но и да промени този на Сара завинаги. Бизнесменът се съгласява да предостави исканата сума, но при едно условие – тя да прекара една нощ с него…Разкъсвана между безусловната си майчина любов и моралните си принципи, Сара е изправена пред най-трудното решение в живота си. Но това, което започва като сделка, белязана от арогантност, отчаяние и унижение, се превръща в сложна емоционална връзка, в която тайните от миналото поставят под въпрос бъдещето на Сара и Зейн. В свят, където всичко има цена, те ще трябва да открият, че истинската стойност на доверието и човечността не се измерва в пари.

## В главните роли:
- Басел Хаят - Зейн Ел Сафи
- Разане Джамал - Сара Ал Хатиб
- Николас Муауад
- Сабах Ал Джазаири
- Сара Аби Канаан
- Рафик Али Ахмад
- Али Юнес
- Ранда Каади
- Уисам Фарес

## Продукция
Сериалът е заснет основно в Турция през 2022 г. като екипът е смесен: турско-ливански. Основен сценарист е Даниел Хабиб, който се придържа към оригиналната история от "1001 нощ" от 2006 г., написана от Етем Йекта, Мехмет Билял, Мурат Лютфю и Йълдъз Тунч. Режисьори са Фикрет Кадъоолу и Сердар Генч. Продуценти са Берин Даачънар и Ърмак Язъм, кинематограф: Олджай Булут, редактори: Али Кадъ и Исмаил Сечкин. Епизодите са 89 със средна продължителност от 45 мин. всеки.  Любопитен момент е сцената с целувка в 27-ия епизод между Николас Муауад и Сара Аби Канаан, която предизвиква противоречия в арабския свят, където MBC1 е един от най-гледаните канали.

## Саундтрак
Музиката в сериала е написана от Мехмет Джем Тунчер. Заглавната песен е изпята от ливанската певица Елиса през 2023 г. Нейното заглавие е ما تندم ع شي (Не съжалявай за нищо).

## В България
В България сериалът стартира на 21 юли 2025 г. по bTV. Дублажът е на студио Медиа линк. Ролите се озвучават от Таня Димитрова, Татяна Захова, Мими Йорданова, Илиян Пенев и Борис Кашев.